# 白河の関
白河の関（しらかわのせき）は、古代の日本における関所の1つ。奈良時代から平安時代にかけて、都から陸奥国に通じる東山道の要衝に設けられた関門として歴史上名高く、「みちのく（奥州。現代の東北地方）の玄関口」とされてきた。
所在地は福島県白河市旗宿に比定されており、白川神社が祀られ、国の史跡に指定されている。当地は下野国（現：栃木県）と陸奥国（現：福島県など）との国境付近であり、現代でも関東地方と東北地方との境界となっている。
白河の関より北に位置する東北地方（または北海道地方も）を「白河以北」「河北」と称することがある。
鼠ヶ関（ねずがせき）・勿来関（なこそのせき）とともに『奥州三関』の1つに数えられる。

## 歴史

### 設置
設置時期は明らかでない。『類聚三代格』承和2年（835年）太政官符では、「白河・菊多（勿来）の関を設置して以来400余年」と見えることから、9世紀前半の835年当時には「5世紀前半に設置された」と認識されていた。
当初、白河関はヤマト政権が北方の蝦夷に対抗するために建立した前線基地であったが、後にヤマトの勢力がさらに北進したことで軍事的意義は小さくなり、陸奥国との国境検問所という役割が残ったという。

### 機能
六国史における白河の初出は718年（養老2年）5月2日 (旧暦)に陸奥国から「白河」など5郡を分割して石背国を設置するという記事で、その後728年（神亀5年）4月11日 (旧暦)には白河軍団の新設を許可、そして神護景雲3年（769年）3月13日には陸奥国大国造道嶋宿祢嶋足の申請によって何らかの功績を果たしたらしい者への賜姓付与が行われ、白河郡では丈部某と大伴部某がそれぞれ阿部陸奥臣および阿部会津臣を授かっている。
また宝亀11年（780年）12月22日には陸奥鎮守府副将軍の百済王俊哲が賊に囲まれ危機に瀕したが「白河」の神など11神に祈ったところこれを突破できたとして弊社に加えることを許可している。
承和2年（835年）12月3日の太政官符（『類聚三代格』）では、俘囚の出入りや不正商品の通過の検問を長門国関（赤間関）と同様に取り締まることが許されている。

### 文学的概念へ
平安時代以降、律令制度の衰退とともにヤマト政権の軍事的要衝としての白河関の機能は解消していったと考えられている。白河関は遠い「みちのく」の象徴として和歌の歌枕に起用され、文学的感傷をもたらす存在となった。和歌での初出例は、平安中期の平兼盛が詠んだ「たよりあらばいかで都へ告げやらむ今日白河の関は越えぬと」（「拾遺和歌集」別）とされる。
平安末期または鎌倉時代始期の1189年（文治5年）、源頼朝が奥州藤原氏を滅ぼす奥州合戦の際に、頼朝が白河に達した際に梶原景季に歌を詠むよう命じると、景季は「秋風に草木の露をば払わせて、君が越ゆれば関守も無し」と詠んだ。 
江戸時代前期の1689年（元禄2年）、俳人の松尾芭蕉は、みちのくの歌枕や古跡を巡る「おくのほそ道」の紀行で白河の関を訪れ「心許なき日数重なるままに、白河の関にかかりて旅心定まりぬ」と記した。

### 廃止後
関の廃止の後、その遺構は長く失われて、その具体的な位置も分からなくなっていた。1800年（寛政12年）、白河藩主松平定信は文献による考証を行い、その結果、白河神社の建つ場所をもって、白河の関跡であると論じた。
戊辰戦争以後、明治時代には白河関より北にある東北地方は内戦に敗れた「賊地」として蔑視されており、薩長土肥などの官軍側からは「白河以北一山百文（東北地方には山1つにつき100文の価値しかない）」という蔑称も用いられた。
1897年（明治30年）、宮城県の実業家である一力健治郎は「白河以北」から「河北」の字を取り、地方新聞紙『河北新報』を創刊して東北軽視への反発と東北の復興を誓った。
また、1918年（大正7年）に平民として初めて内閣総理大臣に就任した原敬（岩手県盛岡市出身）は自身の俳号を『一山』と称した。この意味について、後世の評論家の佐高信（山形県酒田市出身）は「いわゆる官軍の輩が白河以北一山百文と嘲笑したのに抵抗してである。」と論じた。

### 現代
1960年代の発掘調査の結果、土塁や空堀を設け、それに柵木（さくぼく）をめぐらせた古代の防禦施設を検出、1966年（昭和41年）9月12日に「白河関跡」（しらかわのせきあと）として国の史跡に指定された。
2022年（令和4年）、1915年から続く高校野球の甲子園大会（全国高等学校野球選手権大会）において初めて東北地方の学校が優勝したことについて、「優勝旗がついに白河の関を越えた」と表現され、東北で歓喜された（詳細は後述）。

## ギャラリー

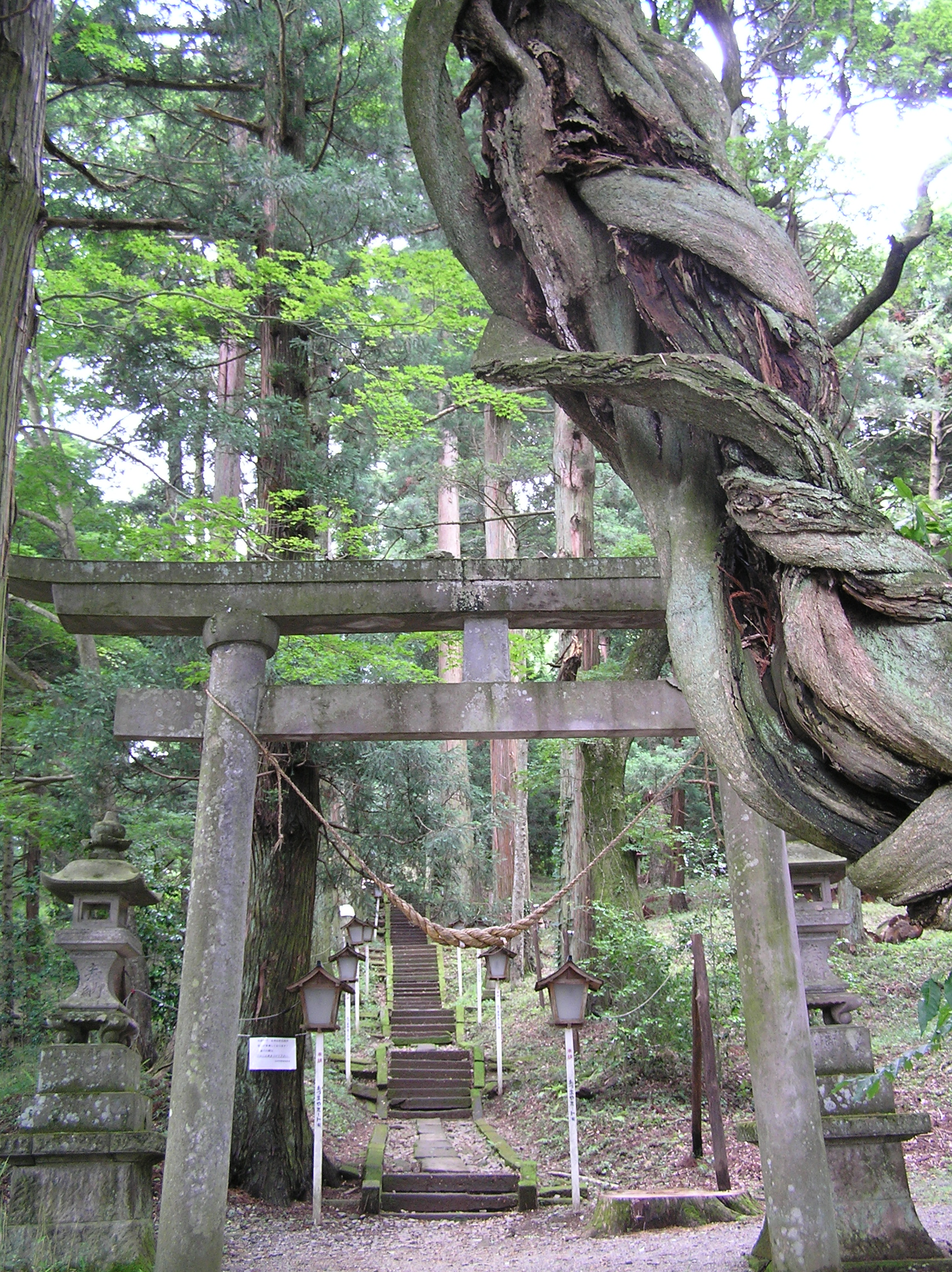
白河神社 参道入口
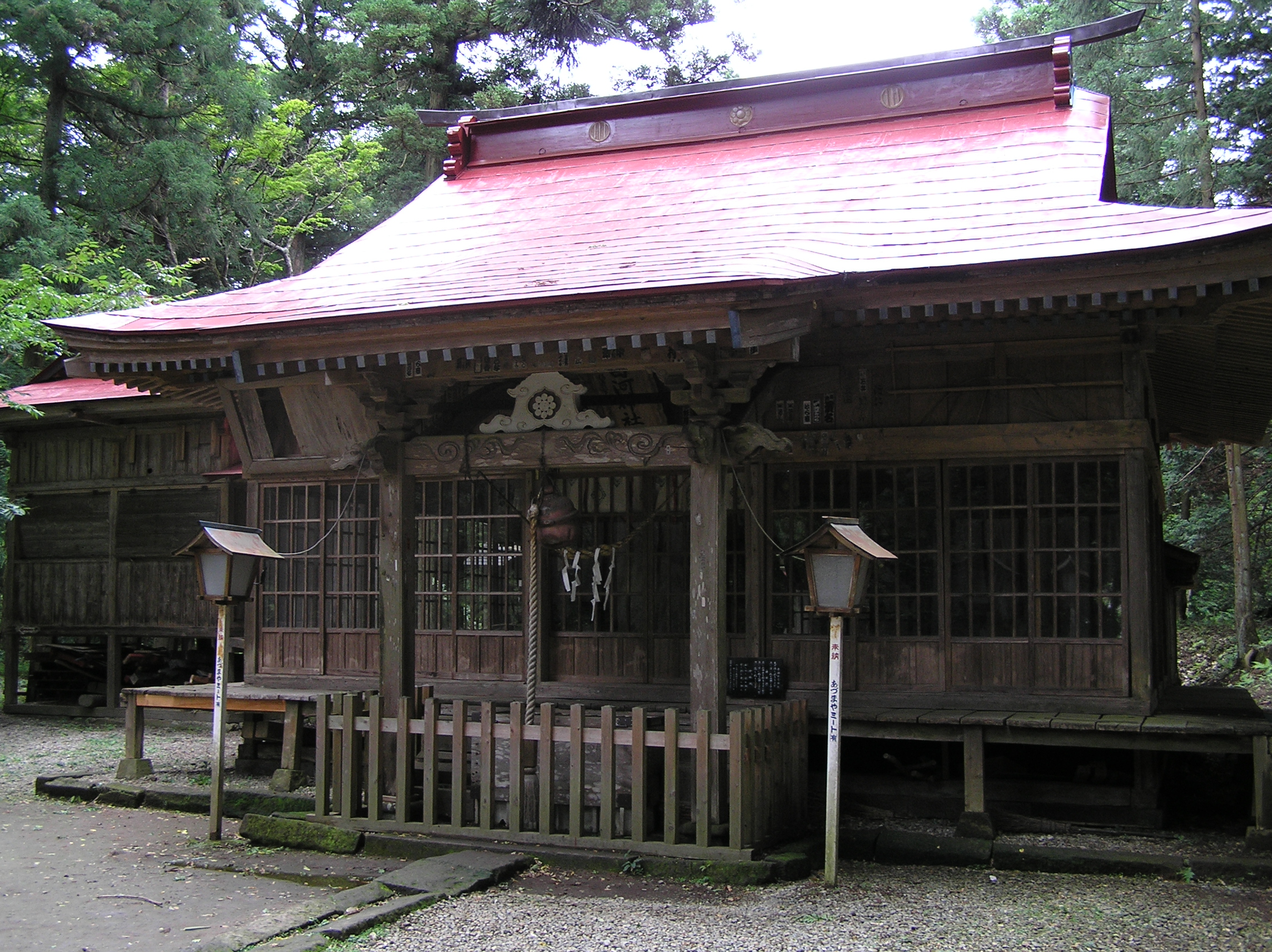
白河神社 参殿
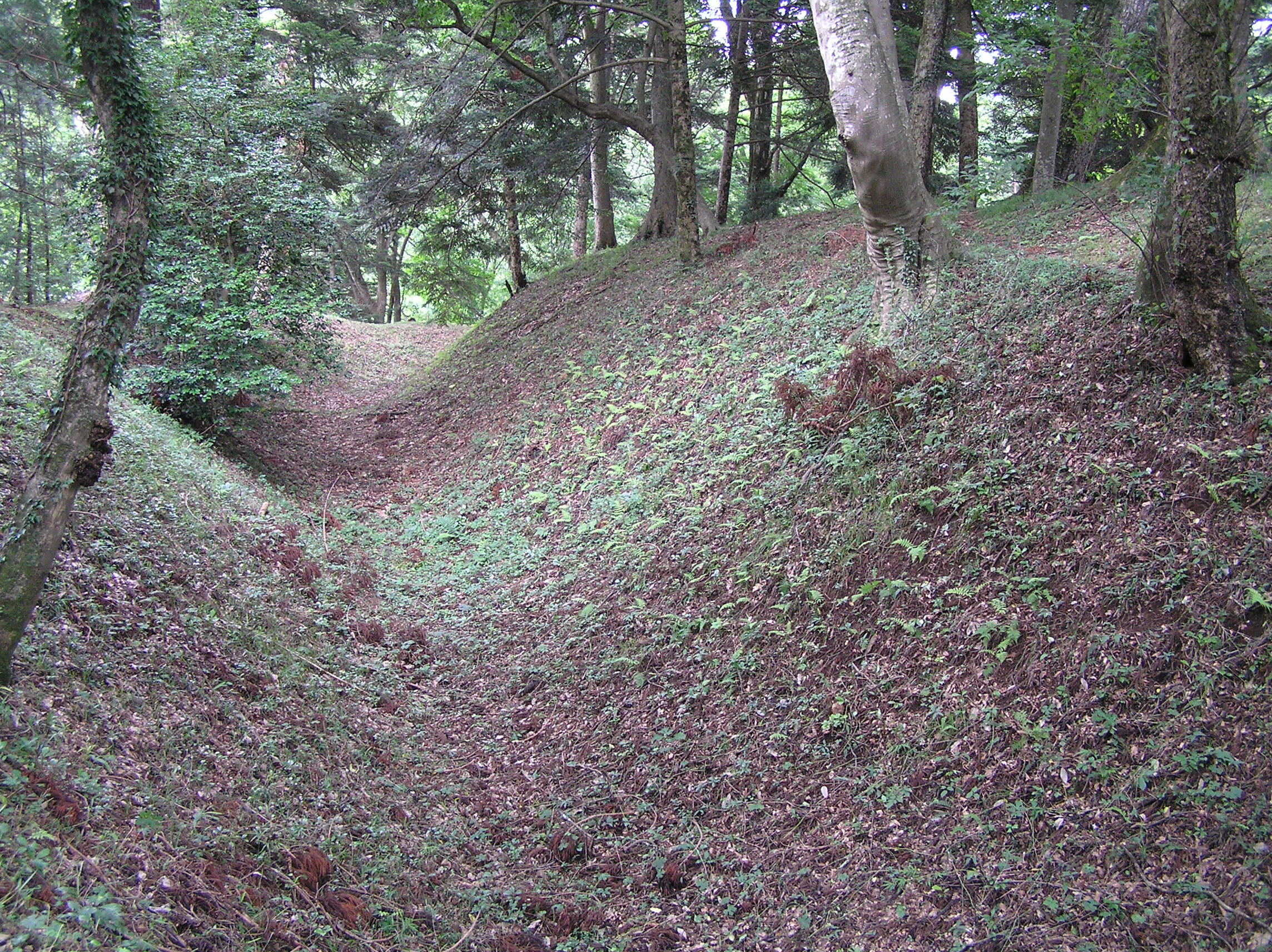
白河の関 堀跡
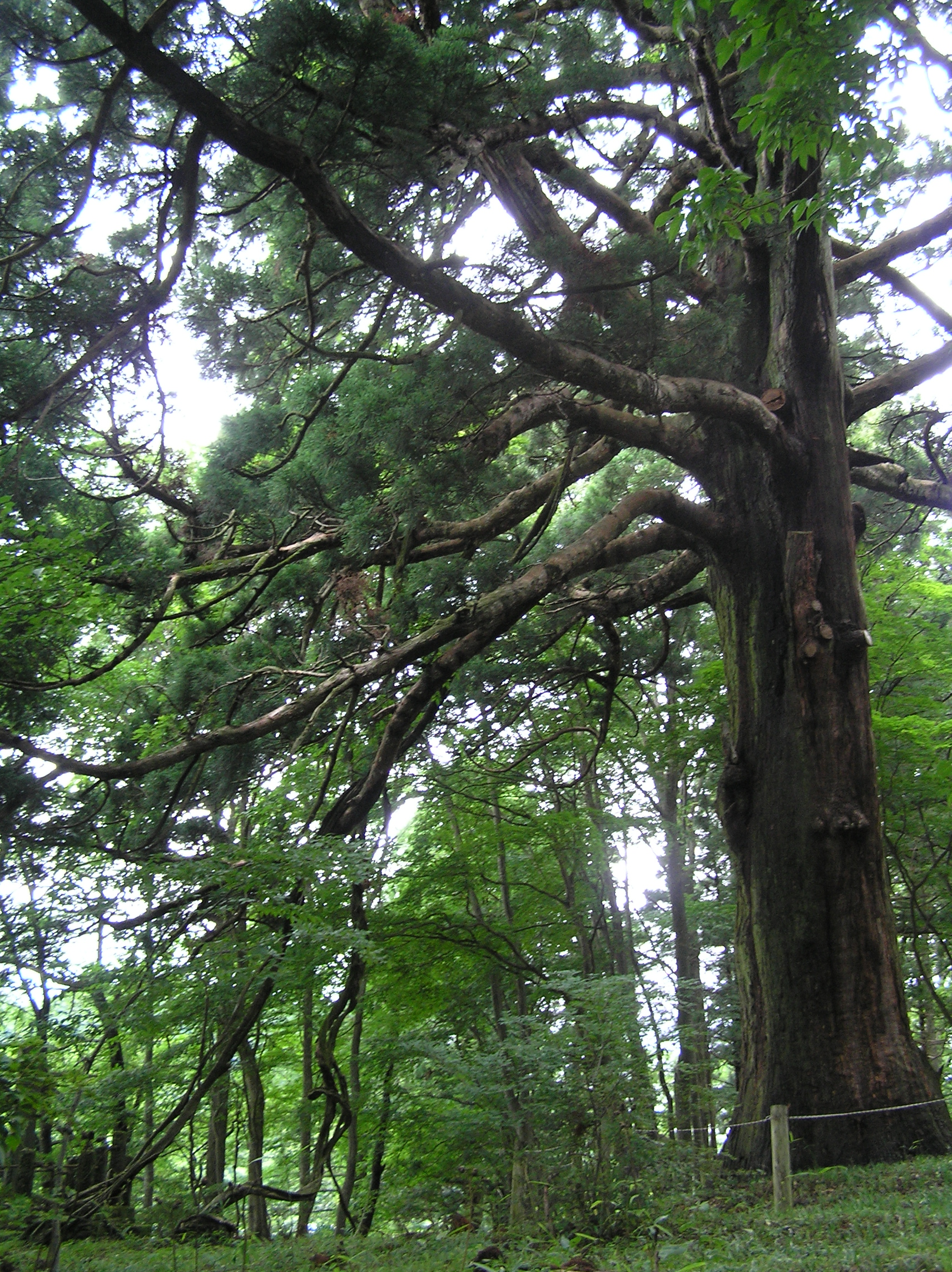
従二位の杉
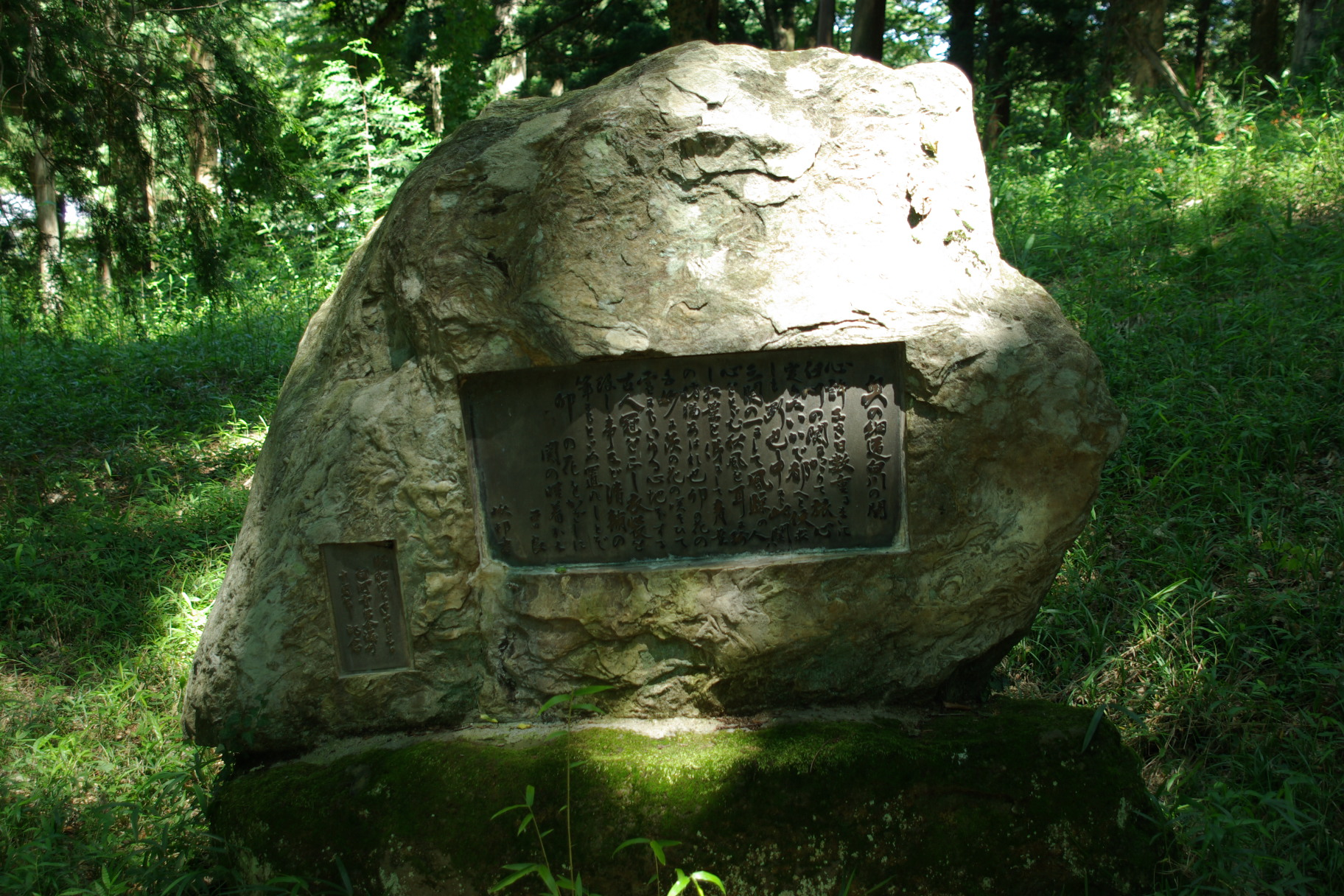
奥の細道の句碑

## 白河検問所

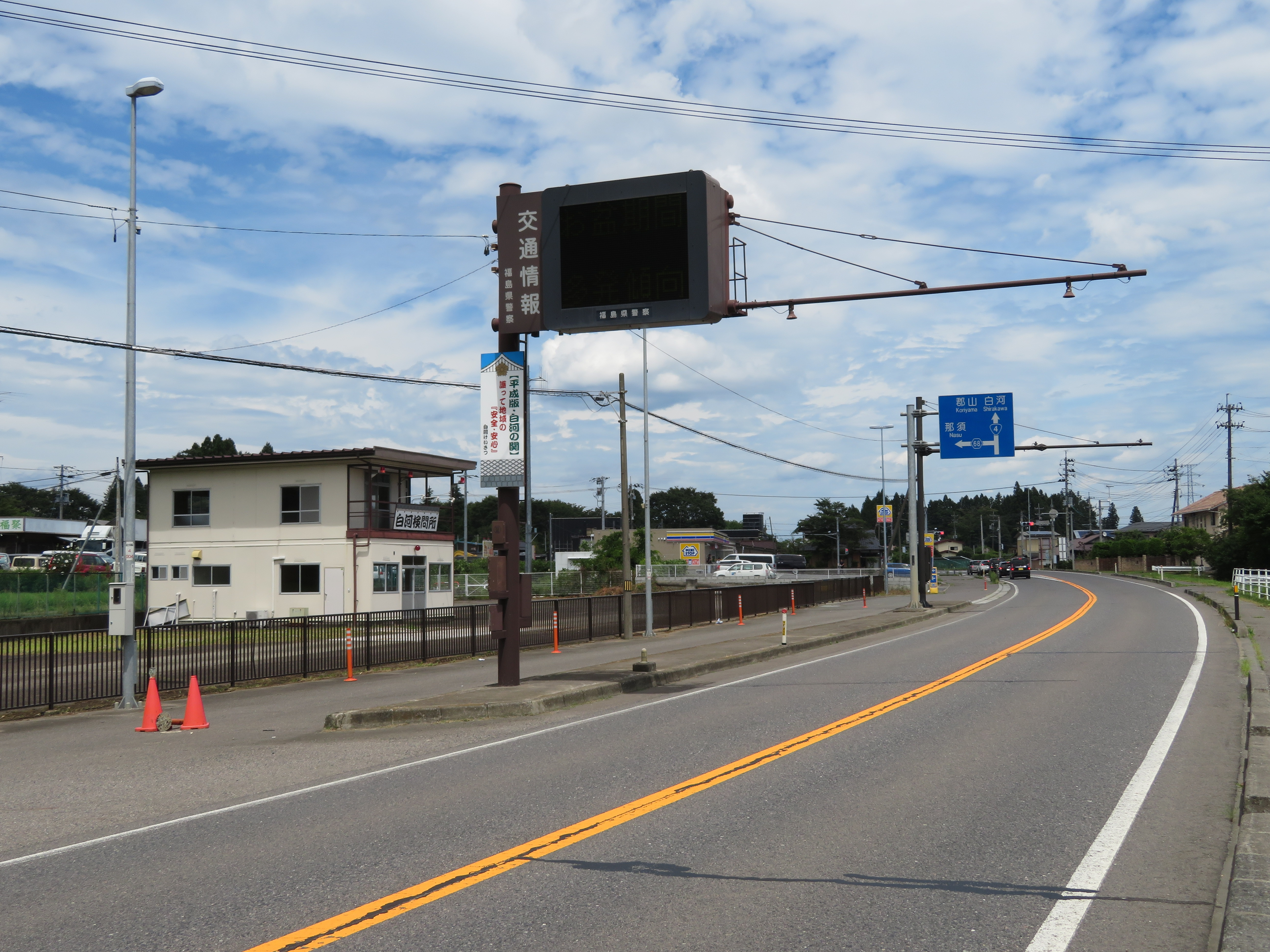
国道4号　白河検問所付近

現代においては、福島県警察の白河警察署が西白河郡西郷村大字小田倉字稗返103（北緯37度06分39.3秒 東経140度08分44.7秒 / 北緯37.110917度 東経140.145750度）の国道4号沿いに、常設の検問所『白河検問所』を設置している。
関東地方から東北地方への犯罪流入を防ぐことを目的とし、「現代の白河関」と称されている。
1975年（昭和50年）に設置された後、東北自動車道の開通に伴い交通量が減ったため1984年（昭和59年）から実質休止していたが、2004年（平成16年）5月27日より復活した。

## 高校野球における引用

### 「白河の関越え」の悲願
高校野球の甲子園大会（春の選抜高等学校野球大会、夏の全国高等学校野球選手権大会）の歴史において、東北6県（青森県・秋田県・岩手県・山形県・宮城県・福島県）の学校は100年間以上にわたり、一度も優勝を経験したことがなかった。
1915年の第1回大会で秋田中学校が決勝戦で京都第二中学校に敗れ、惜しくも優勝を逃して以降、2021年の第103回 夏の甲子園、2022年の第94回 春の甲子園に至るまで、東北勢は決勝戦進出こそ12回（夏に9回、春に3回）経験したものの、12回とも敗れて準優勝に終わっていた。
そのため同大会では「優勝旗（大深紅旗）は白河の関を越えていない」と称され、東北勢の優勝は「白河の関越え」と称されて長年の悲願となっていた。
1997年以降、白河の関跡近くに建つ白川神社は、白河の関越えを祈願して東北6県の出場校に「通行手形」を贈呈するようになった。
東北勢が優勝できない要因として、「東北のような雪国ではグラウンドが毎年数ヶ月は雪に閉ざされるため、練習機会に恵まれず不利である」とも評されていた。

### 北海道へ優勝旗が渡る
2004年の第86回 夏の甲子園では、東北よりもさらに北に位置する北海道地方の駒澤大学付属苫小牧高校が初優勝し、優勝旗が北海道へと初めて運ばれた。
そのため「優勝旗はすでに白河の関を越えた」とも評されたが、飛行機での空輸だったことから「陸路で白河の関を越えてはいない」との評も根強く、「東北6県に優勝旗をもたらす」という悲願は継続していた。

### 黒獅子旗は白河の関を越える
また、社会人野球の最高峰である都市対抗野球大会においても、1927年の第1回大会から2005年の第76回大会に至るまで東北地方のチームには優勝経験がなかったが（北海道勢は1974年の第45回大会で大昭和製紙北海道が初優勝）、2006年の第77回大会において秋田県にかほ市のTDKが優勝し、東北初の社会人野球日本一に輝いた。
これにより「黒獅子旗は白河の関を越えた」と称された（黒獅子旗は同大会の優勝旗）。

### 「白河の関越え」の達成
2022年の第104回全国高校野球選手権大会において、福島県代表・聖光学院高校と宮城県代表・仙台育英学園高校の2校が準決勝へ進出した。また、先立った準々決勝では、この年の春の選抜高校野球ですでに優勝し3度目の春夏連覇を狙った強豪・大阪桐蔭高校が山口県の新鋭・下関国際高校に敗れたこともあり、かつてない程に東北初の甲子園制覇への期待が高まった。
準決勝では仙台育英と聖光学院の直接対決が組まれ、仙台育英が決勝戦へ勝ち上がった。これを受け、白河関跡では白河市によって決勝戦のパブリックビューイングが開催された（史上2度目。前回は2018年の金足農業高校 - 大阪桐蔭高校の決勝戦）。
そして、8月22日の決勝戦で仙台育英は下関国際を8-1で下し、東北初の甲子園制覇を決めた。これにより「優勝旗が白河の関を越えた」と歓喜された。白河関跡でも優勝の瞬間を地元住民ら約80人が観戦し、喜びを分かち合った。
翌8月23日、仙台育英の選手団は優勝旗と共に新幹線（東海道新幹線・東北新幹線）で宮城県に帰還した。これにより、陸路での白河の関越えを果たすと同時に優勝旗が初めて東北地方入りした。同日14時台に白河市を通過した際は選手らがスマートフォンの位置情報サービスなどで乗車している列車が東北入りしたのを確認した上で記念撮影を行った。
優勝翌日の8月23日以降、白河神社には多くの参拝客が訪れ、「仙台育英高校優勝記念」と記した朱印が人気となった。8月25日、宮司の西田重和は「（人手は）通常の10倍」、「優勝を機に有名になればうれしい。『高校野球で東北は弱い』というイメージも払拭したい」と話した。